# BAP Quiñones (FM-58)
BAP Quiñones (FM-58) es la más reciente adquisición del tipo fragata misilera que compró el Perú para su Marina de Guerra como parte del Proyecto Castilla. Es una unidad del tipo fragata lanzamisiles de la clase Lupo, una de las ocho con que cuenta la Fuerza Naval del Pacífico de la Marina de Guerra del Perú.
Antes de ser cedido por Italia a la Marina de Guerra del Perú, bajo la bandera italiana, se denominaba F 565 Sagittario. El buque, puesto en grada el 4 de febrero de 1976, fue botado el 22 de junio de 1977 por el astillero de Riva Trigoso y asignado a la Marina Militare el 18 de noviembre de 1977. Dado de baja el 31 de octubre de 2005, fue cedido a la Marina de Guerra del Perú y su equipamiento para la marina peruana, se inició en el mismo año, en los astilleros de Fincatieri, sede Muggiano en el puerto de La Spezia en Italia.
El pabellón peruano fue afirmado a bordo en este moderno buque de guerra el 23 de enero de 2006 en La Spezia, donde el buque fue sometido a un proceso de alistamiento para su incorporación a la Escuadra Peruana bajo supervisión del personal de la Marina de Guerra del Perú y finalizado el proceso de asignación zarpó del puerto de La Spezia encontrándose la nave navegando desde el mar Mediterráneo al océano Pacífico vía Canal de Panamá hacia su base en el Callao donde llegó en el 22 de enero de 2007 incorporándose inmediatamente a la Comandancia General de Operaciones del Mar de Grau. 
Desplaza 2500 toneladas y tiene una velocidad de 35 nudos. Su armamento consiste de artillería convencional y de misiles.

## Nombre
Su nombre se debe al Capitán José Abelardo Quiñones Gonzáles héroe de la aviación peruana que la guerra peruano-ecuatoriana se inmoló el 23 de julio de 1941 en una misión aérea en la cual tenía que atacar unas posiciones ecuatorianas, siendo alcanzado por el fuego enemigo decide estrellar su nave contra ellas inmolándose.